# 科梅 (马耶讷省)
科梅（法語：Commer，法語發音：[kɔme]）是法国马耶讷省的一个市镇，属于马耶讷区。

## 地理
科梅（48°14'28"N, 0°37'12"W）面积22.88 平方千米，位于法国卢瓦尔河地区大区马耶讷省，该省份为法国西北部内陆省份，北起芒什省和奧恩省，西接伊勒-维莱讷省，南至曼恩-卢瓦尔省，东临萨尔特省。
与科梅接壤的市镇（或旧市镇、城区）包括：穆莱、拉巴祖日德萨勒、贝尔雅尔、孔泰斯、马耶讷河畔马蒂涅、蒙叙尔。

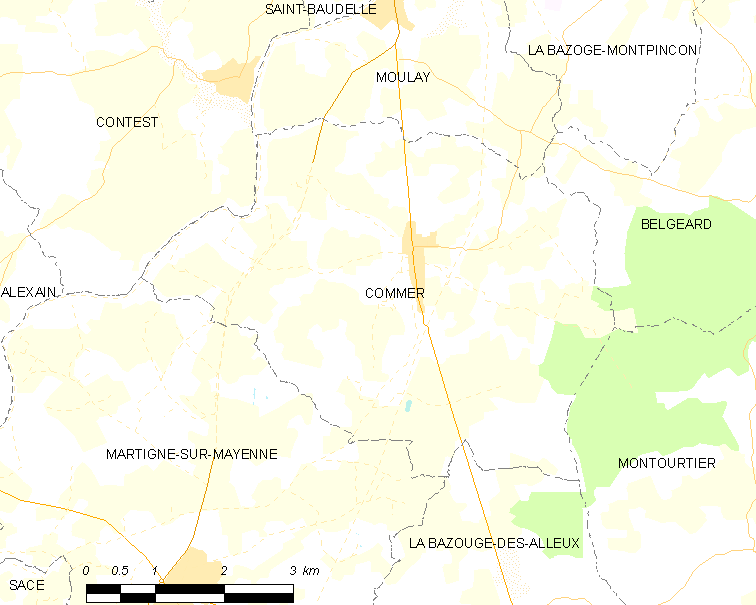
的OSM定位图

科梅的时区为UTC+01:00、UTC+02:00（夏令时）。

## 行政
科梅的邮政编码为53470，INSEE市镇编码为53072。

## 政治
科梅所属的省级选区为拉赛堡县。

## 人口

1962-2008年间人口变化图示

科梅于2022年1月1日时的人口数量为1289人。